# Mario Kart Tour
Mario Kart Tour är ett racingspel för mobiler, baserat på spelserien Mario Kart. Spelet är utvecklat av Nintendo för Android och iOS-enheter. Spelet presenterades under januari 2018 och släpptes den 25 september 2019.
Detta spel har turnéer i två veckor med olika cuper, var och en har tre banor och en bonusutmaning. Förutom banor som redan dykt upp i Mario Kart-serien, inkluderar Mario Kart Tour banor som finns i städer i den verkliga världen (t.ex. New York, Tokyo, Paris, London, Vancouver).

## Spelet
Spelet är baserat på Mario Kart där man tävlar i go-kart. På varje bana ska spelaren försöka få samla så många poäng som möjligt  Det finns fyra nivåer, 50cc, 100cc, 150cc och 200cc. Spelet innehåller flera föremål från tidigare utgåvor av spelet. Det finns tre nya karaktärer, Pauline, Peachette och en ny klädsel till Mario. 
 Spelet är uppdelat i olika turnéer som pågår i två veckor. Den första turnén var New York Tour. Från lanseringen finns ingen multiplayer-funktion, men det planeras att läggas till.
Spelet är gratis och finansierad genom köp i app-delar som kan spenderas på spelets valuta, Rubies, för att få nya karaktärer,  fordon och tillbehör. Med en prenumeration på Gold Pass får man fler banor och kan köra i 200cc.
Poängen får spelaren genom att välja olika karaktärer, bilar och tillbehör och under tävlingen hoppa eller sätta hinner för motspelarna. För vissa utmaningar kan spelaren få Rubies.

## Utveckling
I januari 2018 meddelade Nintendo en mobilversion av Mario Kart-serien för iOS och Android. Ursprungligen förväntades spelet att släppas i mars 2019 men det släpptes istället den 25 september 2019. Från den 28 oktober 2019, har det skett över 129 miljoner nedladdningar av spelet.

## Mottagande
Första dagen placerades spelet på plats 19 över mest nedladdade appar för iPhone i USA vilket var bättre än Dr. Mario World som kom på plats 503. Appen fick 90,1 miljoner nedladdningar de första veckan enligt SensorTower. Spelarna spenaderade 12,7 miljoner amerikanska dollar på köp-funktionerna i appen under första veckan.
Spelet har fått blandat med kritik. Kritikerna har hyllat spelet för grafiken och enkla kontroller men kriterserat det för månadskostnaden för Gold Pass. Spelet har fått kritik för sakna multiplayer läget från start och saknar Luigi som fanns i trailers, exempel och beta-versionen. Luigi dök upp i spelet först den 23 oktober 2019.